# Il caffè di campagna
Il caffè di campagna és una òpera en tres actes de Baldassare Galuppi, amb llibret de Pietro Chiari. S'estrenà al Teatro San Moisè de Venècia l'octubre de 1761. El 25 de juliol de 1763 s'estrenà a Catalunya al Teatre de la Santa Creu de Barcelona.